# Lars Tomth
Lars Olof Tomth, född 11 januari 1961, är en svensk jurist som är lagman i Mora tingsrätt sedan 2011.
Tomth blev utsedd till rådman i Södertörns tingsrätt 6 juli 2006. Han utsågs 13 oktober 2011 till lagman i Mora tingsrätt.